# 곽사

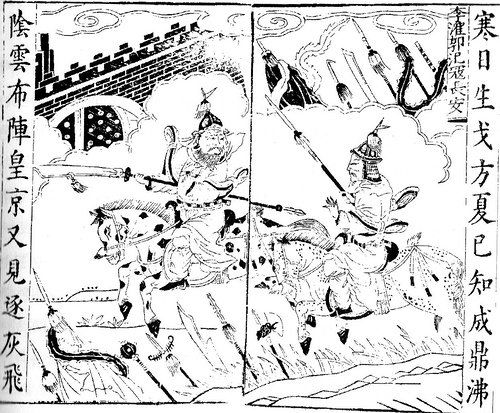
이각과 곽사

곽사(郭汜, ? ~ 197년)은 중국 후한 말기의 군인으로, 양주 장액군 사람이다.

## 생애
양주에서부터 동탁을 따르다가 192년 동탁이 사도 왕윤에게 죽자 서량에서 동료 이각·장제·번조 등과 함께 10만 대군을 이끌고 장안으로 쳐들어가 왕윤과 동탁 제거에 참여한 사람들을 모두 죽였다. 이 과정에서 여포와 교전할때는 정식으로 일대일 결투를 하였으나 부상을 입고 물러났다.
194년 마등이 한수와 결탁해 장안을 공격해왔고 곽사는 번조와 함께 출격해, 마등군 1만명을 베었고 마등에게 협력한 강족도 격파하였다.
195년 2월 이각이 번조를 살해하였고 이각과 곽사는 서로를 공격하였다. 3월 이각은 후한 황제인 헌제를 위협해 자신의 영으로 옮기고 궁실을 불태웠다. 이후 곽사의 공격으로 화살이 임금 있는 곳까지 날아왔고 이각의 귀에도 화살이 적중하였다. 195년 6월 장제가 섬현으로부터 와서 둘을 화해시켰으며 7월 헌제가 동쪽으로 귀환하였고 곽사는 양봉, 동승 등과 함께 이를 수행하였다. 8월 곽사는 헌제를 습격하고 무리에서 이탈하였고 이각, 장제 등과 힘을 합쳐 헌제를 추격하였으나 헌제가 구원을 요청한 조조의 대공격으로 완전히 군대가 궤멸되었다(삼보의 난).
그 후 이각과 함께 도적이 되었으나 197년 미현에서 부하 오습의 배신으로 죽임을 당했다.
훗날 동승의 술회(述懷)에 의하면 이각과의 전투에서 병사 수백 명으로 이각군 수만 명을 격파했을 정도로 강용한 무사였다고 한다.

## 비고
곽범(郭氾)이라고 나온 판본도 있다.

## 같이 보기
- 삼국지 인물 목록
- 진수 (서진)
- 범엽
- 배송지
- 사마광